# به سوی دهلی
به سوی دهلی (به هندی: Chalo Dilli) فیلمی کمدی محصول سال ۲۰۱۱ و به کارگردانی شاشانت شاه است. در این فیلم بازیگرانی همچون لارا دوتا، وینی پاتک، آکشی کومار، ماهیکا شارما، راهول سینگ ایفای نقش کرده‌اند.